# Vv Drechtstreek
Voetbalvereniging Drechtstreek is een Nederlandse voetbalvereniging uit Papendrecht, Nederland. De club heeft circa 750 leden en speelt haar thuiswedstrijden op “sportpark Oostpolder”. Het complex omvat vier velden, waarvan een kunstgrasveld en een wetra-veld. Deze velden worden tevens gebruikt voor de trainingen en zijn dus verlicht.
Het standaardelftal komt uit in de Tweede klasse zaterdag van het district Zuid I (2020/21).

## Historie
De v.v. Drechtstreek werd opgericht op 1 juli 1946. Werknemers van de toenmalige Papendrechtse vliegtuigfabriek Aviolanda toonden veel belangstelling voor voetbal. Daarom werd met twee elftallen onder de naam v.v. Aviolanda deelgenomen aan het populaire zomeravondvoetbal voor bedrijven. De voetballers van Aviolanda waren in die eerste periode aangewezen op het huren van een veld en daarom speelden zij hun thuiswedstrijden, vaak voor veel publiek, aan de Zeehavenlaan, later ook op andere locaties in Dordrecht. Het tenue bestond uit een rood shirt en een zwarte broek.

### De jaren 50 en 60
Vanaf 1954 nam Aviolanda met twee en vanaf 1955 met vier elftallen deel aan de reguliere zaterdagcompetitie van de KNVB. In 1961 veranderde het clubtenue in de blauw-witte combinatie (de kleuren van vliegtuigfabriek Aviolanda) die we nu nog steeds kennen. Vanaf oktober 1965 had Aviolanda een eigen veld met houten clubgebouw en twee kleedkamers op het terrein van Aviolanda aan het Slobbengors.

### Een nieuwe naam
Na de fusie in 1967 waarbij de vliegtuigindustrie Aviolanda opging in Fokker, werd besloten afscheid te nemen van de naam Aviolanda en zo ging de vereniging verder onder de huidige naam: v.v. Drechtstreek. Op 28 mei 1977 trad met de verhuizing van de vereniging naar de huidige locatie in
de Oostpolder een volgende fase in. Kort na de verhuizing telde de jeugdafdeling al 140 leden en in het jaar van het 35-jarig jubileum (1981) kende de vereniging een ledenstop om de negen senioren en 21 jeugdelftallen niet over te belasten.

### Goede en slechte tijden
In het seizoen '85/'86 veroverde het eerste elftal in een beslissingswedstrijd voor 1500 toeschouwers in Gorinchem tegen Well het kampioenschap van de (toen nog) tweede klasse van de afdeling Dordrecht.
Op 21 september 1991 kreeg de vereniging een grote klap te verwerken toen een brand het complex op de Oostpolder in de as legde. Inspanningen van leden zorgden ervoor dat de vereniging vrij vlot een ‘verbeterde versie’ van de oude kantine bouwde. In hetzelfde jaar promoveerde het eerste elftal voor de tweede keer op rij en mocht Drechtstreek voor het eerst in zijn bestaan in de hoofdklasse (van de afdeling Dordrecht) uitkomen. In het seizoen '93/'94 wist trainer Henri Eshuis met het eerste elftal zelfs promotie naar de Vierde klasse te bereiken. Na de herindeling van de competities kwam Drechtsteek terecht in de vierde klasse. Daarna promoveerde het 1e elftal nog een keer naar de Derde klasse, waarna het weer enkele jaren in de 4e klasse bleef hangen.

### Het heden
Het standaardelftal behaalde in het seizoen 2007/08, onder leiding van Aart Kersbergen, via de nacompetitie opnieuw de 3e klasse. Onder leiding van de nieuwe trainer Jan Kroos eindigde Drechtstreek in het 1e seizoen (2008/09)  in de middenmoot. In het seizoen 2009/10 promoveerde Drechtstreek via de nacompetitie voor het eerst in de clubgeschiedenis naar de Tweede klasse.. Twee seizoenen later promoveert Drechtstreek, wederom via de nacompetitie, naar de Eerste klasse. Het verblijf op dit derde amateurniveau duurt ook twee seizoenen. In het seizoen 2014/15 komt de club weer uit in de 2e klasse (waar het in het district West-II is ingedeeld).

## Competitieresultaten 1995–2018
| 7 4D |

| 11 4B |

| 12 3C |

|  |

| 7 4C |

| 3 4D |

| 8 3C |

| 11 3C |

| 3 3B |

| 8 3C |

| 11 3C |

| 4 4D |

| 6 4C |

| 2 4C |

| 7 3C |

| 3 3C |

| 6 2F |

| 2 2F |

| 7 1C |

| 14 1C |

| 12 2D |

| 4 3C |

| 1 3C |

| 10 2F |

| - 2F |

| Eerste klasse | Tweede klasse |
| Derde klasse  | Vierde klasse |

2012: de beslissingswedstrijd op 17 mei om het klassekampioenschap in 2F werd bij VV Woudrichem met 2-1 (na verlenging) gewonnen van WNC.
In elke staaf van de grafiek staat van boven naar beneden vermeld: 
- Eindnotering

Dit is de positie die de club heeft bereikt in de competitie, zonder eventuele beslissings-, play-off- of nacompetitiewedstrijden die nodig zijn geweest om bijvoorbeeld de kampioen van de competitie te bepalen.
Indien een * achter het getal staat is de notering een tussenstand en kan het zijn dat de notering niet overeenkomt met de uiteindelijke eindstand van de competitie.
Staat er een - dan is het seizoen nog bezig en is er geen definitieve uitslag bekend.
Staat er xx op de positie van de notering, dan heeft de club vroegtijdig de competitie verlaten. Dit kan onder andere komen door terugtrekking van het team, faillissement van de club of door een uitgedeelde straf van de KNVB. In veel gevallen staat elders in het artikel de reden vermeld.
Staat er een ? dan is het resultaat uit het verleden onbekend, en is alleen de competitie of het niveau bekend van dat seizoen.
In de seizoenen 2019/20 en 2020/21 werd wegens de coronacrisis het amateurvoetbal afgebroken. Daardoor kennen deze staven geen eindklassering (middels -- weergegeven).
- Competitieniveau en afdelingsletter of Officiële eindstand Eredivisie
  - Competitieniveau en afdelingsletter

Hierbij geeft het getal het niveau weer, dat ook terug te vinden is in de legenda. De letter is de afdelingsaanduiding en wordt gebruikt wanneer er meer afdelingen zijn op hetzelfde niveau. De afdelingsletter is altijd een hoofdletter en wordt meestal zonder nummer gebruikt.
Voorbeeld: 2F is niveau 2e klasse competitie F.
Het competitieniveau en nummer wordt niet vermeld wanneer er slechts één competitie van dit niveau was.
  - Officiële eindstand Eredivisie (getal staat tussen haakjes vermeld)

Sinds de introductie van play-offwedstrijden voor Europees voetbal na afloop van de reguliere competitie in 2005/06, is de KNVB verplicht een eindstand van de Eredivisie door te geven aan de UEFA aan de hand van deze play-offwedstrijden.
Bij deze eindstand staan clubs die zich hebben gekwalificeerd voor Europees voetbal hoger dan clubs die zich niet wisten te kwalificeren. Indien er geen verschil was tussen de eindnotering en de officiële eindstand, staat dit getal niet vermeld.

- Onderafdeling

Hier staat afgekort de naam van de onderafdeling indien de club in dat jaar in een onderafdeling uitkwam. Tevens staat deze afkorting in de legenda en wordt gelinkt naar het artikel over deze onderafdeling. Deze afkorting wordt alleen vermeld wanneer de club in het verleden in verschillende onderafdelingen heeft gespeeld. Deze vermelding is in de staaf altijd in kleine letters. Deze onderafdelingen zijn na het seizoen 1995/96 afgeschaft. Heeft de club in slechts één onderafdeling gespeeld, dan is dit alleen terug te vinden in de legenda.
Onder de staaf staat het jaartal vermeld waarin het seizoen is afgesloten. 15 verwijst naar het seizoen 2014/15 of eventueel het seizoen 1914/15.
Wanneer een staaf leeg is, zijn deze gegevens niet bekend. Het kan ook zijn dat de club dat seizoen niet heeft meegespeeld op het hogere amateurniveau, vroegtijdig de competitie heeft verlaten of uit de competitie is gezet.

In het seizoen 1944/45 was er wegens de Tweede Wereldoorlog geen regulier competitievoetbal.

## Bekende (ex-)spelers
- Leon van Dalen
- John den Dunnen